# Apteryx owenii
A. owenii (tên thông thường tiếng Anh là "little spotted kiwi", 'kiwi đốm nhỏ' và "little gray kiwi", 'kiwi xám nhỏ') là một loài chim nhỏ không bay thuộc chi Apteryx. Đây là loài kiwi nhỏ nhất, dài chừng 0,9 đến 1,9 kg (2,0–4,2 lb), ngang cỡ một con gà bantam. Như mọi loài kiwi, đây là chim đặc hữu New Zealand, và vào thời tiền tiếp xúc châu Âu, nó có mặt trên cả hai đảo chính, nhưng nay chỉ sót lại trên một số đảo nhỏ và trong khu bảo tồn trên đảo chính.

## Phân loại

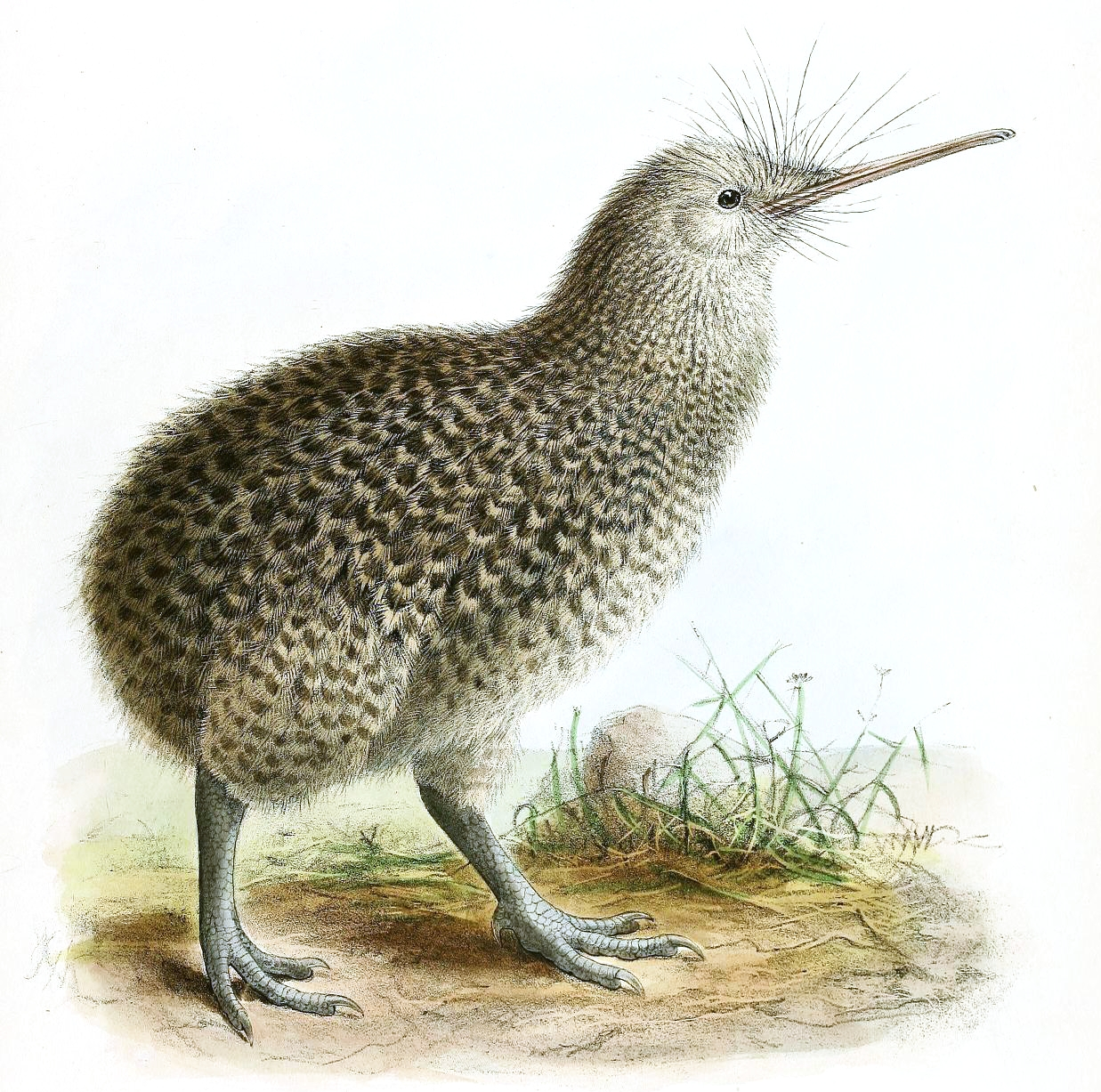
Tranh vẽ của G. D. Rowley, thập niên 1870

A. owenii là một loài chim chạy, thuộc họ Apterygidae, bộ Apterygiormes. Tên chi (Apteryx) có nghĩa là "cụt cánh, không cánh", còn tên loài (owenii) được đặt ra để vinh danh Richard Owen. Ngày nay, chỉ phân loài danh định A. o. owenii còn sinh tồn. Phân loài A. o. iredalei từng sống ở đảo Bắc đã tuyệt chủng vào khoảng cuối thế kỷ XIX. Tuy vậy, độ xác thực của phân loài này không hoàn toàn được chấp thuận.
A. owenii được John Gould mô tả lần đầu năm 1847 dựa trên một mẩu vật mà F. Strang thu được. Địa điểm thu thập không được chỉ rõ, nhưng có lẽ là Nelson hay Marlborough.

## Mô tả
Kiwi đốm nâu có chiều dài 35 đến 45 cm (14–18 in), con trống nặng 0,9 đến 1,3 kg (2,0–2,9 lb), con mái nặng 1 đến 1,9 kg (2,2–4,2 lb); đây là loài kiwi bé nhất. Bộ lông chúng màu xám, với nhiều đốm trắng, trông khá bờm xờm. Chúng có rìa dài mọc quanh gốc mỏ. Chúng thiếu đuôi và có phao câu nhỏ. Chân nhạt màu.